# August Ludwig Karl von Beulwitz
August Ludwig Karl von Beulwitz (* 15. Februar 1796 in Rudolstadt; † 27. Oktober 1835 in Löhma) war ein deutscher  Jurist.

## Familie
August gehört zum Adelsgeschlecht von Beulwitz und Gutsherr der altererbten Besitzungen mit Löhma und Eichicht. Er war der Sohn von Friedrich Wilhelm Ludwig von Beulwitz (1755–1829), Wirklicher Geheimer Rat, Kanzler und Oberkonsistorialrat und dessen Ehefrau Amalie Freiin von Bibra.
Am 16. Februar 1826 heiratete er in Weimar Luise von Witzleben-Angelrode (* 19. Juli 1804; † 17. Mai 1852). Das Paar hatte folgende Kinder:
- Marie (1826–1890) ⚭ 1859 Friedrich von Wardenburg
- Luise (* 1828) ⚭ 1854 Karl Freiherr von Bibra
- August (1829–1897) ⚭ 1861 Franziska Freiin von Gleichen, gen. Rußwurm (1842–1930), sie hatten drei Kinder
- Alfred (1835–1904) ⚭ 1860 Rosalie Adler (1843–1927), sie hatten vier Kinder

Sein Urenkel war Veit Ulrich von Beulwitz (1899–1934).

## Leben
Er schrieb sich zum Wintersemester 1816/17 an der Universität Leipzig ein.
Beulwitz war Mitglied im Geheimen Ratskollegium von Schwarzburg-Rudolstadt (1818–1835). Er war damit Mitglied in den Obersten Staatsbehörden in Schwarzburg-Rudolstadt.  Von Beulwitz gibt es ein Pastell-Gemälde, das von Johann Philipp Bach gemalt wurde. Dieses befindet sich im Goethe-Museum Frankfurt.